# 博多漁港

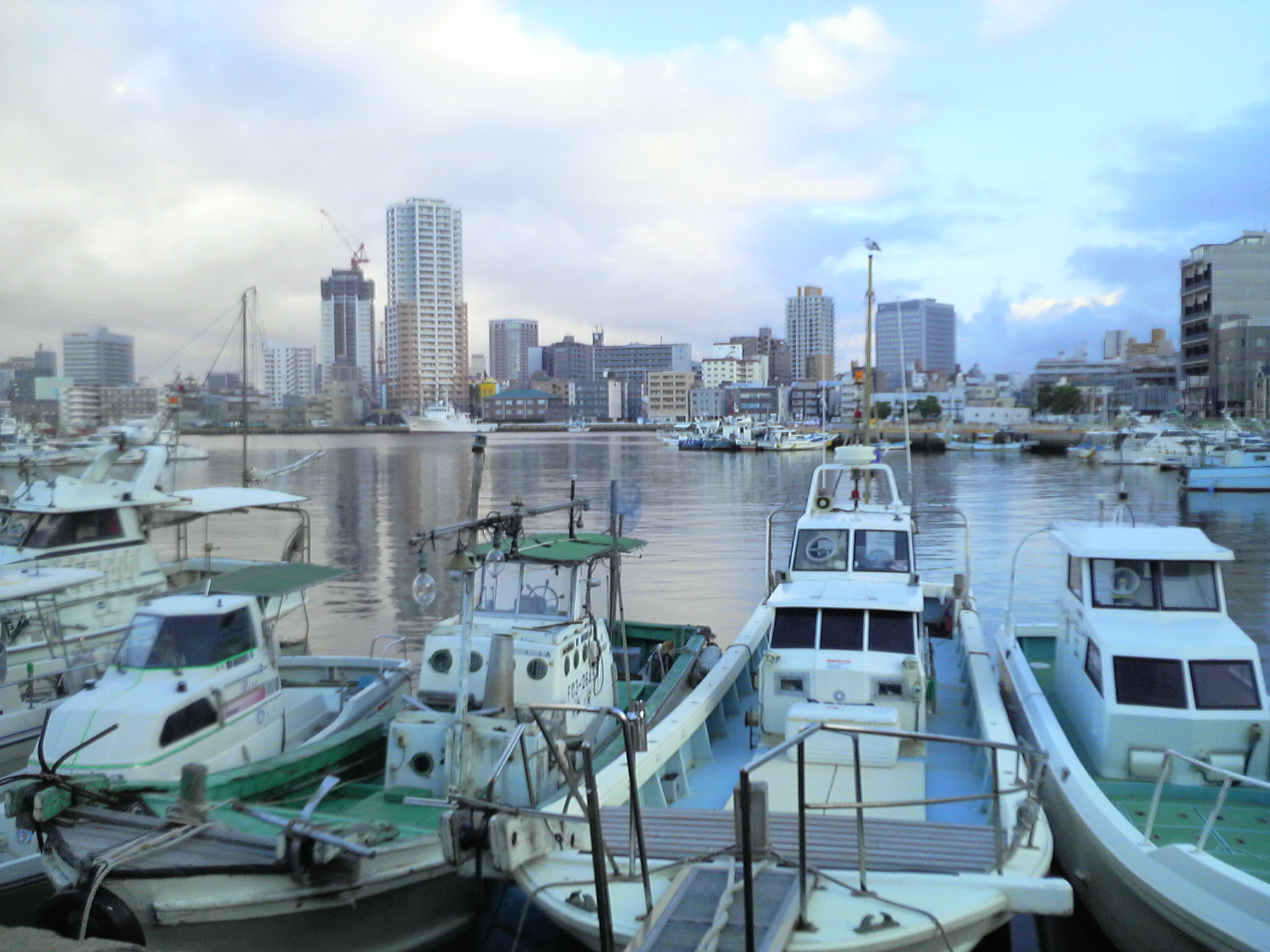
福岡市中央区港の漁船と街並み（2008年9月19日撮影）

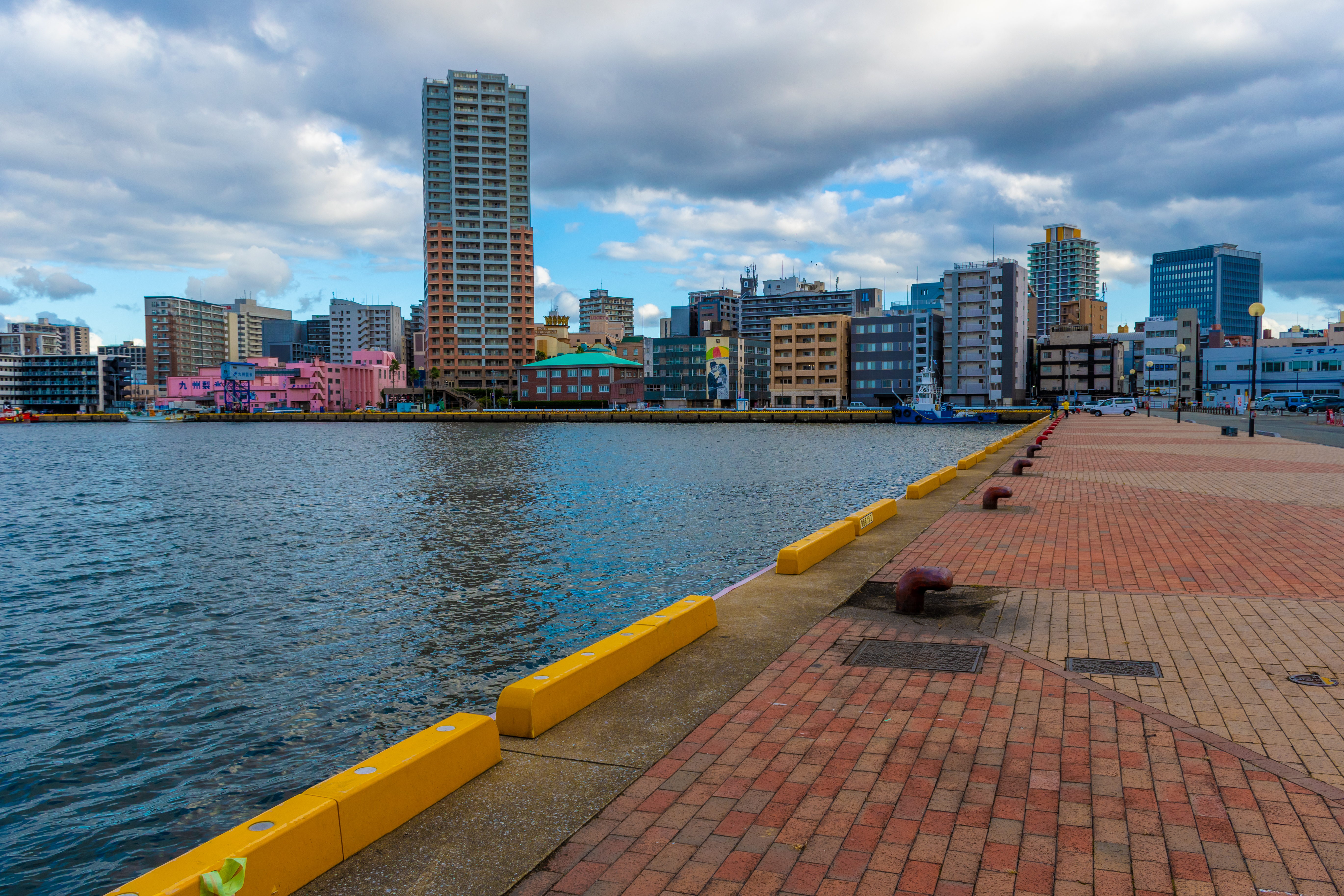
博多漁港周辺（2021年10月撮影）

博多漁港（はかたぎょこう）は、福岡県福岡市中央区にある特定第3種漁港である。

## 概要
- 管理者 - 福岡市
- 漁業協同組合 - 福岡市
- 組合員数 - 22名（2001年（平成13年）12月）
- 漁港番号 - 4330010

## 沿革
- 1960年（昭和35年）3月21日 - 特定第3種漁港に指定

## 主な魚種
- サワラ - 2002年（平成14年）度陸揚量全国1位
- サバ - 2002年（平成14年）度陸揚量全国4位
- ハモ - 2002年（平成14年）度陸揚量全国4位
- アジ類
- ブリ

## 主な漁業
- まき網漁業
- 釣り（イカ）
- はえなわ